# Guerra di confine tra Laos e Thailandia
La guerra di confine tra Laos e Thailandia è stata un breve conflitto intercorso tra i due Paesi dal dicembre 1987 al febbraio 1988.

## Antefatti
La controversia nacque a causa di una mappa realizzata dai francesi nel 1907 per stabilire il confine a sud dei monti di Luang Prabang tra la propria colonia in Indocina e il Siam: la proprietà del villaggio di Ban Romklao, nei pressi della provincia di Phitsanulok, e di altri tre piccoli villaggi, nelle vicinanze della provincia di Uttaradit, non era stata ben definita. Il criterio di determinazione del confine, disatteso poi dai mappatori francesi, era di farlo coincidere con lo spartiacque naturale.

## Le operazioni
Nel 1984, tra Thailandia e Laos, si era già verificata una serie di piccoli scontri, ma fu solo nel dicembre del 1987 che le forze armate thailandesi si decisero a occupare il villaggio contestato di Ban Romklao, innalzandovi la bandiera nazionale. Il governo laotiano protestò, insistendo sul fatto che il territorio in questione era parte del distretto di Botene, nella provincia di Xaignabouli; la Thailandia ribatté che il villaggio apparteneva al distretto di Chat Trakan, nella provincia di Phitsanulok. Le forze laotiane contrattaccarono nottetempo la piccola guarnigione occupante, allontanandola dal villaggio e ricollocando la bandiera laotiana. Il Vietnam, allora, inviò a Xaignabouli parte della propria seconda divisione in supporto del Laos, suo alleato. Seguirono settimane di violenti scontri, terminati solo il 19 febbraio 1988 con un cessate il fuoco.

## Conseguenze
La breve guerra provocò un migliaio di vittime, in maggioranza thailandesi, a causa dei ripetuti tentativi di questi ultimi di conquista delle fortificazioni laotiane. Il generale Chavalit Yongchaiyudh, comandante in capo del Reale esercito thailandese al tempo, fu criticato in patria per aver agito contro il volere del ministero degli esteri.
Nel 1996 fu istituita una commissione incaricata di determinare esattamente il confine tra i due Stati e il possesso dei villaggi disputati; la linea di demarcazione stabilita divenne ufficiale a partire dal 2007.